# I Concurs de castells de Tarragona
El I Concurs de castells de Tarragona és el concurs de castells que se celebrà a la plaça de braus de Tarragona el 2 d'octubre de 1932. Aquesta primera edició fou coneguda també amb el nom de Gran Concurs Comarcal de Castells de Xiquets. El Govern de la Generalitat Republicana concedí una Copa, 3.000 pessetes i una Faixa d'Honor com a premis. El jurat del concurs va ser presidit pel músic vendrellenc Pau Casals., gran aficionat als castells, i compost per Amadeu Martorell, Martí Güell, Bonaventura Olivé i Francesc Blasi i Vallespinosa, a més d'un representant de les quatre colles.
Aquest concurs representa la primera edició dels concursos de castells tarragonins, que malgrat diverses interrupcions, són els que han assolit consolidar-se i mantenir la continuïtat fins als nostres dies.
L'elecció de l'escenari, la plaça de braus de Tarragona, portà una polèmica important que no ha desaparegut malgrat el pas del temps.
En el concurs del 1932 hi prengueren part les dues colles vallenques i les dues colles tarragonines, atès que les colles vendrellenques, Mirons del Vendrell, Caneles del Vendrell i Nens del Vendrell, renunciaren a participar-hi per motius polítics i degut a l'empresonament del sindicalista Pau Padró.
Assistiren al concurs entre 8.000 i 10.000 aficionats vinguts principalment del Camp de Tarragona i del Penedès, des d'on es va programar un tren especial des de Vilafranca del Penedès, per poder-hi assistir.
No obstant això, els resultats d'aquest primer concurs foren decebedors, atès que les colles tarragonines no estaven a l'altura de les colles vallenques per competir, les colles vendrellenques s'absentaren, i les colles vallenques no assoliren tots els castells que es proposaven, entre ells el 4 de 8.

## Classificació
| Resultat              |
| --------------------- |
| Descarregat (D)       |
| Carregat (C)          |
| Intent (I)            |
| Intent desmuntat (ID) |

| Pos.                                                                  | Colla                                 | Castells intentats | Castells intentats | Castells intentats | Castells intentats | Castells intentats | Castells intentats | Castells intentats | Punts |
| Pos.                                                                  | Colla                                 | 1a ronda           | 2a ronda           | 3a ronda           | 4a ronda           | 5a ronda           | 6a ronda           | 7a ronda           | Punts |
| --------------------------------------------------------------------- | ------------------------------------- | ------------------ | ------------------ | ------------------ | ------------------ | ------------------ | ------------------ | ------------------ | ----- |
| 1                                                                     | Colla Vella dels Xiquets de Valls     | 3de7               | 3de7ps             | 2de7(i)            | 2de7               | 5de7               | Pde5               | 2 4de8(i)          | 149   |
| 2                                                                     | Colla Nova dels Xiquets de Valls      | 3de7               | 3de7ps             | 2de7(c)            | 5de7               | —                  | Pde5               | —                  | 140   |
| 3                                                                     | Colla Vella dels Xiquets de Tarragona | 3de7(c)            | 4de7               | 2de6               | 3de6ps             | —                  | Pde5(i)            | —                  | 75    |
| 4                                                                     | Colla Nova dels Xiquets de Tarragona  | 3de7(id)           | 3de7(i)            | 3de6ps             | 2de6               | —                  | Pde5(i)            | Pde5(i)            | 40    |
| Referència: Pàgina oficial del Concurs de castells. Resultats de 1932 |                                       |                    |                    |                    |                    |                    |                    |                    |       |

Segons algunes fonts, el 5 de 7 de les colles de Valls serien sengles 4 de 7 amb l'agulla, deixant la puntuació en 144 i 135 punts per la Colla Vella i la Colla Nova respectivament.

## Taula de puntuacions
| Castell                 | Punts |
| ----------------------- | ----- |
| 2 de 6                  | 20    |
| 3 de 6 aixecat per sota | 20    |
| 4 de 7                  | 20    |
| Pilar de 5              | 20    |
| 3 de 7                  | 20    |
| 4 de 7 amb el pilar     | 25    |
| 5 de 7                  | 30    |
| 3 de 7 aixecat per sota | 40    |
| 2 de 7                  | 40    |
| Pilar de 6              | 40    |
| 4 de 8                  | 45    |
| 3 de 8                  | 50    |